# Digitalism
Digitalism — немецкая группа, появившаяся в 2004 году в городе Гамбург. Участниками дуэта являются Йенс «Дженси» Мёлле и Измаил «Изи» Тюфекджи. Группа подписана на французский лейбл «Kitsuné», который и выпустил их синглы: «Idealistic», «Zdarlight», «Jupiter Room» и «Pogo».

## История
Йенс и Измаил познакомились в 2001 в гамбургском музыкальном магазине Underground Solution, и вскоре его хозяин попросил их сыграть DJ-сет на вечеринке. А в 2002 году они начали заниматься ремиксами и микшированием..
Мёлле говорил о том, что группа создаёт свои записи в гамбургском бункере времён Второй мировой войны.
Дебютный альбом группы — Idealism был выпущен:
- 9 мая 2007 года под названием Digitalismデジタル主義(Dejitaru Shugi) лейблом Toshiba EMI в Японии,
- 21 мая 2007 года Kitsuné Music во Франции, лейблом Astralwerks в Северной Америке и его материнской компанией Virgin Music в Австралии и Новой Зеландии.

EP «Blitz» был выпущен Kitsuné Music 8 ноября 2010 года.
7 апреля 2011 года группой был анонсирован новый альбом I Love You Dude, релиз которого состоялся 20 июня 2011 года, и его трек-лист был исполнен дуэтом на Hurricane Festival.
К концу 2013 появляется следующий полноценный альбом DJ-Kicks. Большая часть музыки писалась в Лос-Анджелесе. Коллектив гастролировал в качестве диджеев, исполняя все танцевальные релизы первых двух LP. Продолжение по записям случилось в январе 2014. Тогда появляется еще один полноценный лонгплей Fahrenheit 32. С ним артисты отправились в крупный тур по США. 4 марта 2016 дуэт анонсировал альбом Mirage. Следующий LP представлен публике уже в 2019 под названием JPEG. Релиз выполнен в жанре House и отличался более энергичными мотивами.

## Влияние
Оба участника называют своими кумирами группу Daft Punk, а также отмечают существенное влияние, оказанное на них саундтреками.

## Дискография

### Студийные альбомы
| Год  | Информация | Наивысшее место | Наивысшее место | Наивысшее место | Наивысшее место | Наивысшее место |
| Год  | Информация | US Elect.       | FR              | BE (Vl)         | BE (Wa)         | UK              |
| ---- | --- | --------------- | --------------- | --------------- | --------------- | --------------- |
| 2007 | Idealism - Вышел: 9 мая 2007 года - Лейбл: Astralwerks - Формат: CD, Грампластинка, Цифровая дистрибуция         | 6               | 84              | 20              | 88              | 95              |
| 2011 | I Love You Dude - Вышел: 20 июня 2011 года - Лейбл: V2 Records - Формат: CD, Грампластинка, Цифровая дистрибуция | -               | 95              | 81              | 77              | -               |

### Синглы, EP и ремиксы
| Год  | Название                                     | Формат                  | Лейбл             |
| ---- | -------------------------------------------- | ----------------------- | ----------------- |
| 2004 | «Idealistic»                                 | Грампластинка           | White label       |
| 2005 | «Idealistic»                                 | Грампластинка           | Kitsuné Music     |
| 2005 | «Zdarlight»                                  | Грампластинка           | Kitsuné Music     |
| 2006 | «Zdarlight» (Edition Moonlight / Discodrome) | Грампластинка           | Kitsuné Music     |
| 2006 | «Jupiter Room»                               | Грампластинка, CD-сингл | Kitsuné Music     |
| 2007 | «Terrorlight»                                | Грампластинка           | Kitsuné Music     |
| 2008 | Moshi Moshi EP                               | LP/CD                   | EMI Japan Records |
| 2008 | Kitsuné Tabloid: Mixed by Digitalism         | CD                      | Kitsuné Music     |
| 2010 | Blitz EP                                     | CD                      | Kitsuné Music     |
| 2011 | 2 Hearts                                     | Цифровая дистрибуция    | V2 Records        |
| 2011 | I Club You, Dude                             | Цифровая дистрибуция    | V2 Records        |

#### Moshi Moshi EP
Moshi Moshi EP был выпущен 6 февраля 2008 года посредством японского подразделения EMI. На диске содержится 8 редких или концертных треков. Релиз был посвящён японскому туру группы, и распространялся лишь в этой стране. Названием альбома стала японская фраза, используемая как ответ на телефонный звонок.

##### Список композиций
1. «Pogo (Digitalism’s Robotic Mix)»
2. «ZDRLT (Rewind)»
3. «The Pulse (Live)»
4. «Idealistic (Extended Mix)»
5. «Yes, I Don’t Want This»
6. «Idealistic (A-Trak Remix)»
7. «Pogo (Shinichi Osawa Remix)»
8. «Zdarlight/I Want I Want (Live @ The Bunker)»

## Ремиксы
- 2005 Daft Punk — «Technologic» (Digitalism’s Highway to Paris Remix)
- 2005 Munk — «Disco Clown»
- 2005 Sono — «A New Cage»
- 2005 Tom Vek — «Nothing But Green Lights»
- 2005 Einzeller — «Schwarzfahrer»
- 2005 Lisa Stansfield — «If I Hadn’t Got You» (Digitalism Remix/Digitalism Dub)
- 2005 Cut Copy — «Going Nowhere»
- 2005 Martin Peter — «Psychoville»
- 2005 Tiga — «(Far From) Home»
- 2005 White Stripes — «Seven Nation Army» (Digitalism Twist-up Remix)
- 2006 The Presets — «Down Down Down»
- 2006 Depeche Mode — «Never Let Me Down Again»
- 2006 Test Icicles — «What’s Your Damage?»
- 2006 The Cure — «Fire in Cairo»
- 2006 Klaxons — «Atlantis to Interzone» (Digitalism’s Klix Klax R-R-Remix)
- 2006 The Futureheads — «Skip to the End» (Digitalism Remix/Digitalism Re-Rub)
- 2006 Cajuan — «Dance, Not Dance»
- 2006 Munk — «Disco Clown»
- 2007 Digitalism — «Pogo» (Digitalism’s Robotic Remix)
- 2007 Dave Gahan — «Kingdom»
- 2008 Digitalism — «Home Zone» (11th Avenue Is Burning Digitalism Criminal Club Mix)
- 2008 Digitalism — «The Pulse» (Digitalism High Pulse Club Mix)